# Delahaye Type 89
Der Delahaye Type 89 ist ein Lkw-Modell der Zwischenkriegszeit. Hersteller war Automobiles Delahaye in Frankreich.

## Beschreibung
Die Fahrzeuge wurden zwischen 1925 und 1936 hergestellt. Es gab die Ausführungen Type 89 C, Type 89 G und Type 89 A. Die Nutzlast betrug zunächst 4 Tonnen, in späteren Jahren 4,3 Tonnen. Der Ottomotor leistet 30 PS.
Der Anhang G steht für Gazogène (Holzgas). Der Type 89 A hat einen Dieselmotor. Beide Varianten wurden erst kurz vor Produktionseinstellung eingeführt. Die Motorleistung wurde über eine Kardanwelle an die Hinterachse übertragen.
Der Delahaye Type 103 gilt als Nachfolger, obwohl sich die Bauzeiten etwas überschnitten. Der Motor mit etwa 5 Liter Hubraum hatte seine Premiere in den 1910er Jahren und war somit  zum Schluss veraltet.